# Kush
Kush eller Kongeriget Kush var et afrikansk rige efter ophøret af yngre bronzealder omkring 1070 f.Kr. beliggende ved sammenløbet af Den Blå Nil, Den Hvide Nil og floden Atbara i hvad der nu Republikken Sudan.
Kongeriget blev etableret efter bronzealderens sammenbrud mellem 1206 og 1150 f.Kr. og opløsningen af Det nye rige i Egypten. Kongeriget var centreret omkring Napata i sin tidlige fase. Kong Kashta erobrede Egypten i 8. århundrede f.Kr. og konger fra Kush regerede som faraoer under Egyptens 25. dynasti i et århundrede, indtil de blev fordrevet af Psammetikus I i 656 f.Kr.
I den klassiske oldtid flyttedes hovedstaden til Meroë. På oldgræsk var riget kendt som "Aithiopia". I det 1. århundrede evt. blev den Kushiske hovedstad indtaget af Beja dynastiet, der prøvede at genoplive imperiet. Det Kushiske kongerige med hovedstad i Meroë eksisterede indtil 300-tallet evt., hvor det var svækket og nedbrudt af interne oprør. Den Kushite hovedstad blev til sidst indtaget og brændt ned til grunden af Kongeriget Aksum.